# Мартінсбург (Нью-Йорк)
Мартінсбург (англ. Martinsburg) — місто (англ. town) в США, в окрузі Льюїс штату Нью-Йорк. Населення — 1316 осіб (2020).

## Демографія
Згідно з переписом 2010 року, у місті мешкали 1433 особи в 518 домогосподарствах у складі 372 родин. Було 667 помешкань
Расовий склад населення:
| - 96,8 % — білих - 1,0 % — чорних або афроамериканців - 0,3 % — корінних американців |

До двох чи більше рас належало 1,7 %. Частка іспаномовних становила 6,1 % від усіх жителів.
За віковим діапазоном населення розподілялося таким чином: 24,8 % — особи молодші 18 років, 63,7 % — особи у віці 18—64 років, 11,5 % — особи у віці 65 років та старші. Медіана віку мешканця становила 37,2 року. На 100 осіб жіночої статі у місті припадало 114,8 чоловіків;  на 100 жінок у віці від 18 років та старших — 124,1 чоловіків також старших 18 років.
Середній дохід на одне домашнє господарство  становив 64 858 доларів США (медіана — 51 894), а середній дохід на одну сім'ю — 75 873 долари (медіана — 62 557). Медіана доходів становила 39 205 доларів для чоловіків та 40 179 доларів для жінок. За межею бідності перебувало 16,4 % осіб, у тому числі 36,1 % дітей у віці до 18 років та 5,4 % осіб у віці 65 років та старших.
Цивільне працевлаштоване населення становило 701 особа. Основні галузі зайнятості: сільське господарство, лісництво, риболовля — 17,4 %, освіта, охорона здоров'я та соціальна допомога — 15,3 %, виробництво — 11,8 %, будівництво — 10,8 %.